# Sphinx Lake
Der Sphinx Lake ist ein See im Southland District der Region Southland auf der Südinsel von Neuseeland.

## Namensherkunft
Der See soll angeblich die Form einer Sphinx haben.

## Geographie
Der Sphinx Lake befindet sich rund 2,55 km westlich des nördlichen Teils des Lake Hauroko und am Ende des nördlichen Ausläufers der Princess Mountains. Mit einer Flächenausdehnung von rund 54,1 Hektar erstreckt sich der See über eine Länge von rund 1,48 km in Ost-West-Richtung und misst an seiner breitesten Stelle rund 670 m in Nord-Süd-Richtung. Der Seeumfang des auf einer Höhe von 307 m liegenden Sees beträgt rund 4,05 km.
Gespeist wird der Sphinx Lake von dem von Norden kommenden Hay River, der den See an seinem östlichen Ende auch wieder verlässt und ihn damit hin zum Lake Hauroko entwässert.